# Strada statale 89 dir/B Garganica
La strada statale 89 dir/B Garganica (SS 89 dir/B) è la "diramazione B" della strada statale 89 Garganica, per il collegamento tra Mattinata e Monte Sant'Angelo.

## Percorso
Con una lunghezza di 13 km, il percorso inizia dalla SS 89 presso località "La Cavola" e sviluppandosi su una serie di curve, per ovviare al dislivello montuoso del territorio, termina nel centro abitato di Monte Sant'Angelo dove si innesta nella SS 272. Rispetto al percorso originario, l'attuale competenza dell'ANAS si ferma alle porte di Monte Sant'Angelo, per una lunghezza di 11,832 km, con l'esclusione del tratto urbano, di competenza del Comune di Monte Sant'Angelo.